# 八伏紗世
八伏 紗世（やぶせ さや、1998年〈平成10年〉9月28日 - ）は、日本のモデル、タレント。
大阪府出身。ゼロイチファミリア所属。愛称は「やぶさや」。

## 略歴
2015年9月15日『着物レンタル京小町』のイメージモデルに選出。同年9月30日、『ヴィッセルクイーンコンテスト2015』で準グランプリを獲得し、ヴィッセルクイーンとして2016年1月～12月まで1年間活動した。
2016年1月31日『第3回CONOMi制服アワード』フォトジェニック賞受賞。
2017年3月4日〜2018年2月までの1年間、ヴィッセルセレイアの初代メンバーとして活動。沢山悩んだけど上京を決意し活動終了。
2019年12月16日、 競輪のPR活動を行う公式アンバサダー『けいマルガールズ』のメンバーに就任。途中のコロナ禍を乗り越え2022年3月31日まで2年3か月間活動した。
2021年10月、ゼロイチファミリアに所属。同月以降『週刊ヤングジャンプ』『FRIDAY』などでグラビアを飾るようになる。
2023年3月20日、SUPER GT300クラス『Pacific Fairies 』メンバーに選出。事務所の先輩に当たる川瀬もえから引き継ぐ形となった。同年7月17日『日本レースクイーン大賞2023』新人部門を受賞。
2024年10月22日、8月から参加している『DIGVII AUDITION（ディグ オーディション）』で、ディグデジタルフォトブック賞を受賞。

## 人物
- 大阪の田舎で一人っ子として生まれ育つ[8]。
- 10歳の時、歌手の清水翔太のライブを観て芸能界に憧れ始め、清水が通っていたダンススクールに通う。Cクラスから飛び級でAクラスに昇格するなど、今まででいちばん熱い時期を過ごす。スクールの先生の助言からモデルの仕事に興味を持ち、モデルとして活動する[13]。
- ヴィッセルクイーンやヴィッセルセレイアとしてヴィッセル神戸のPR活動を行い、活動終了後もヴィッセルファンとして応援を続ける。
- 上京後は原宿のショップでアルバイトをしていたが、ヴィッセル神戸のイベントで共演した「かまいたち」の山内健司にフォローされたことから、かまいたちが出演した番組の再現VTRに出演[8]。更にけいマルガールズ時代にはミキや見取り図とも共演したことがある[8]。
- 陰ながら応援してくれている山内からの紹介もあり、ゼロイチファミリアと契約を結んだ[8]。
- 『ONE PIECE』のファンで、グッズを集めることが趣味[14]。先述のかまいたちが出演した『ワンピースバラエティ 海賊王におれはなるTV』では、田﨑さくらと共に“山内ガールズ”としてコスプレを披露している[15]。
- インスタで見たキックボクシングを習ったことから、ハイキックが得意[16]。
- チャームポイントはほっぺのエクボと八重歯[16]。
- トマトソムリエの資格を持っている[16]。
- 歌手の當山みれいとはお互いを「みれいちゃん」「さやちゃん」と呼び合う仲である[17]。

## 出演

### 雑誌
- ヤングアニマル（2024年9月13日発売、白泉社）[18]
- 電子書籍　八伏紗世 DIGVIIデジタル写真集 （2024年9月6日発売、主婦の友社）[19]
- 電子書籍　WHO IS YABUSE！？（2023年10月6日発売、主婦の友社）[20]
- DOLCE（2023年9月27日発売、白夜書房）[21]
- STRiKE!（2023年9月5日発売、主婦の友社）[13]
- ギャルズパラダイス 2023 レースクイーンデビュー編（2023年6月14日発売、三栄）[22]
- ヤングアニマル（2023年6月9日発売、白泉社）[23]
- BUBKA（2023年5月31日発売、白夜書房）[24]
- ゼロイチバイト.com（2023年5月30日発売、徳間書店）
- FLASH（2023年5月16日発売、光文社）[25]
- BOMB （2022年5月9日発売、ワン・パブリッシング）[26]
- 月刊エンタメ（2022年4月28日発売、徳間書店）
- BOMB （2022年4月27日発売、ワン・パブリッシング）[27]
- FRIDAY（2021年11月26日発売、講談社）[28]
- 週刊ヤングジャンプ（2021年10月14日発売、集英社）[7]

### テレビ番組
- ラブ!!Jリーグ（2024年7月6日、テレビ朝日）[29]
- ゼロイチファミリアは褒められたい（毎日放送）
- ワンピースバラエティ 海賊王におれはなるTV（フジテレビ）[15]
- 人生いろいろドア（2020年11月21日、フジテレビ）[30][8]
- ヴィッセルスタジアム（サンテレビ）
- ヴィッセルイレブン（J:COM）[31]

### ネット配信
- サッカー AFCアジアカップ2023開催記念 「槙野智章のこれだけは覚えて」（2024年1月8日-10日、YouTube）[32]
- クロクルパレット（2024年 - 2025年、AbemaTV） ※不定期出演[33]
- ときめきファンファーレ（2025年、AbemaTV）[34]

### アシスタントMC
- お笑いライブ「プライムライブ2023チャンピオン大会」（2023年12月26日、赤坂チャンスシアター）[35]

### レースクイーン
- Rd8.モビリティリゾートもてぎ（2023年11月4日-5日）[36]
- Rd7.オートポリス（2023年10月14日-15日）[37]
- Rd5.鈴鹿サーキット（2023年8月26日-27日）[38]
- Rd4.富士スピードウェイ（2023年8月5日-6日）[39]
- Rd3.鈴鹿サーキット（2023年6月3日-4日）[40]
- Rd1.岡山国際サーキット（2023年4月15日-16日）[41]

### モデル
- Bubble（2023年7月20日）[42][43]

### 舞台
- 海を視る、（2019年8月） - 女子大生・濱田 役[44]

### CM
- 楽天イーグルス版リアル謎解きゲーム「危機脱出!!～最強チーム大作戦～」（2016年5月 - 6月） - 映像出演[45][46]
- ポコチャ TVCM
- ツイキャス WebCM
- 近鉄お仕事ステーション 近鉄車内 駅構内広告
- asics「神戸マラソン」Web
- レンタル着物京子町 イメージモデル
- イーザッカマニア

### イベント
- KANSAI COLLECTION
  - 2015 S/S
  - 2015 A/W
  - 2016 S/S
  - 2016 A/W
- ULTRAVOTEPROJECT ファッションショー2016
- MUSIC CIRCUS ‘15

### ラジオ
- GO!GO!ヴィッセル神戸（ラジオ関西）
- ヴィッセルスクール（KissFMKOBE）